# Dibbuks
Dibbuks es una editorial española de historieta, especializada en novela gráfica y en obras infantiles y juveniles. Fue fundada en 2005 por Ricardo Esteban Plaza, quien ejerció como editor hasta 2019. Desde 2016 forma parte del grupo Malpaso Ediciones.

## Historia
La editorial fue fundada en 2005 por Ricardo Esteban, vinculado a la historieta española desde la década de 1980. Esteban ya conocía a numerosos dibujantes a través de encargos para una revista sectorial que él dirigía, Training & Development Digest, por lo que decidió montar una editorial que diera una oportunidad a nuevos valores españoles. Sus primeras colecciones estarían centradas en obras infantiles, libros de ilustración y cómic independiente. El nombre elegido, «Dibbuks», es un juego de palabras que hace alusión a la frase «libros dibujados».
Desde sus inicios Dibbuks se ha especializado en historieta española y franco-belga. Entre sus primeras colecciones cabe destacar El Banyán Rojo de Carlos Vermut, que obtuvo cuatro nominaciones en los premios del Salón del Cómic de Barcelona. A lo largo de su historia ha publicado obras de autores como Javier Olivares, Pep Brocal, David Rubín, David Sánchez, Luis Bustos, Paco Alcázar y El Torres entre otros.
Con el paso del tiempo, Esteban firmó acuerdos con editoriales extranjeras para publicar colecciones inéditas en el mercado español. En 2010 editó El azul es un color cálido de Jul Maroh, premiada en el Festival de Angulema y que tiempo después fue adaptada al cine. También logró un acuerdo exclusivo con Dupuis sobre la colección integral de Spirou y Fantasio.
Además, Dibbuks apostó por la publicación de revistas que sirvieran de plataforma a nuevos dibujantes. La primera fue el proyecto bimestral El Manglar (2007-2010), dirigido por Manuel Bartual, que llegó incluso a venderse en quioscos aunque tuvo escaso recorrido comercial. Esteban mantuvo esa apuesta con proyectos de menor difusión como Interfaces (2010), centrada en el cómic de vanguardia, y La Resistencia (2016-2019), dirigida por Juanjo el Rápido y dedicada a la historieta en español.
En 2016, el grupo Malpaso se hizo con el control de Dibbuks mediante la compra del 70% de las acciones. Ricardo Esteban se mantuvo como editor jefe y accionista minoritario hasta abril de 2019, cuando abandonó la editorial por discrepancias con la gestión de Malpaso. La situación actual de Dibbuks se ha visto afectada por la crisis financiera de la matriz, al punto de que algunos autores hayan denunciado presuntas prácticas irregulares.
Después de marcharse de Dibbuks, Esteban fundó una nueva editorial, Nuevo Nueve, que ha salido adelante con autores que anteriormente habían trabajado con él.